# Осакская равнина
Осакская равнина (яп. 大阪平野 о:сака-хэйя) — аллювиальная равнина в Японии, расположенная в центральной части острова Хонсю, в префектурах Осака и Хиого. Равнина сложена отложениями рек Ямато, Йодо и Инагава. Площадь равнины составляет около 1600 км², она является крупнейшей в регионе Кансай. В старину называлась равниной Сэккасэн (яп. 摂河泉平野 сэккасэн-хэйя).
Равнина окружена горами высотой от 200 до 1100 м. На севере Осакская равнина ограничена нагорьем Хокусецу (яп. 北摂山地), на востоке — нагорьями Икома (яп. 生駒山地) и Конго (яп. 金剛山地), отделяющими её от Нарской впадины, на юге — хребтом Идзуми (яп. 和泉山脈), на западе омывается Осакским заливом. Север и юг равнины холмистые (холмы высотой 30-150 м над уровнем моря), особенно у подножия гор. К северо-востоку от равнины лежит Киотская впадина.
Первый крупный город на Осакской равнине — Нанива — был основан ещё в древнее время, в средневековье появился город Сакаи, а в Новое время получили развитие призамковые города, такие как Амагасаки, Такацуки и Кисивада. В эпоху Мэйдзи Осака стала важным торговым и промышленным центром. К югу от Осаки, между морем и рекой Йодо, развивались промышленные города — Амагасаки, Ибараки, Моригути, Хигасиосака, Сакаи и Кисивада, в то время как в северной, холмистой части равнины выросли спальные города-спутники: Нисиномия, Хираката, Фудзиидера, Тоёнака и Такарадзука. Ныне равнина является одним из самых густонаселённых и урбанизированных регионов Японии: на её территории проживает более 10 млн человек, а города покрывают её почти целиком. Наряду с Токийской агломерацией на равнине Канто Осакская агломерация является одним из главных промышленных центров Японии.
Холмистая часть региона занята в основном сельскохозяйственными землями, а окружающие горы покрыты лесом. Среднегодовая температура составляет 17,1 °C, среднегодовая норма осадков — 1340 мм (1991—2020), причём около 80 % осадков выпадает с марта по октябрь, достигая максимума 185 мм в июне. Эвапотранспирация составляет около 700 мм/год.
Осакская равнина лежит на востоке Осакской впадины, образовавшейся 3,5-3 млн лет назад. В третичном периоде она была покрыта осадочными породами; впадина окружена хребтами мелового и более древних периодов. В некоторых местах на поверхности видны осадки олигоцена и миоцена, а также террасы позднего плейстоцена. Впадина эллиптическая, её размеры составляют 90х40 км. Её границами являются несколько активных разломов: на западе — система разломов Рокко-Авадзи (проходящая через остров Авадзи), на севере — тектоническая линия Арима-Такацуки, на востоке — разломы Икома и Конго, а южную границу образует Срединная тектоническая линия. Через центральную часть равнины проходит разлом Уэмати (上町台地), к востоку от которого сформировалось одноимённое плато. Осакская аллювиальная равнина занимает восточную часть впадины, в то время как западная покрыта мелким Осакским заливом. Максимальная мощность осадочных пород на равнине составляет 2 км (под заливом — 3 км).
Около 5000 г. до н. э. большая часть нынешней Осакской равнины была покрыта водой. Постепенно море отступало и к IV веку лишь северная её часть оставалась затопленной. В V веке на равнине были предприняты первые попытки осушения земель. При Императоре Нинтоку был прорыт канал Хориэ (яп. 堀江) для защиты от наводнений. С VII века район Осаки служил водным транспортным центром, для развития которого прорывали новые каналы, а добытую землю использовали для осушения земель, особенно вдоль реки Ямато и на побережье. К 1925 году было осушено около 4600 га земель, к началу 21 века к этому добавилось ещё 7000 га.
90 % воды, необходимой для промышленных и бытовых нужд (всего 1,1 млрд м³/с), берётся из реки Йодо. Вода Ямато не используется для муниципального водоснабжения после того, как в 1978 году загрязнение в реке превысило допустимую норму. Под равниной находится Осакский бассейн грунтовых вод (водоносный горизонт), один из крупнейших в Японии. В середине XX века всё больше подземных вод отбиралось на бытовые и промышленные нужды, что со временем привело к засолению вод и значительному проседанию земель. В 1965 году ежедневно выкачивалось 851 тыс. м³ воды. Введённые после этого ограничения уменьшили объём забираемой воды, который на 2005 год составлял менее 300 тыс. м³/день.